# ذا سيمز: هوت ديت
ذا سيمز: هوت ديت (بالإنجليزية: The Sims: Hot Date)‏ هي لعبة فيديو توسعة ثالثة للعبة ذا سيمز، أنتجت في سنة 2001، وتم فيها إضافة منطقة داونتاون للعبة الأصلية، وأصبح اللاعب بإمكانه استخدام الهاتف لاستدعاء سيارة أجرة ليأخذهم إلى مدينة ذا سيمز الداخلية، وبإمكان اللاعب التسوق وعمل أماكن وزيارة مطاعم ونوادي ليلية وبإمكان اللاعب أخذ حبيبته لهذه الأماكن، كما تمت إضافة ملابس وأطعمة جديدة للعبة.